# جاستن ترانتر
جاستن درو ترانتر (Justin Drew Tranter: أو فقط جاستن ترانتر (Justin Tranter) من مواليد 16 يونيو 1980.هو كاتب أغاني وموسيقي أمريكي.

## روابط خارجية
- جاستن ترانتر على موقع IMDb (الإنجليزية)
- جاستن ترانتر على موقع ميوزك برينز (الإنجليزية)
- جاستن ترانتر على موقع ديسكوغز (الإنجليزية)
- جاستن ترانتر على موقع قاعدة بيانات الفيلم (الإنجليزية)